# Mesabolivar huambisa
Mesabolivar huambisa är en spindelart som beskrevs av Huber 2000. Mesabolivar huambisa ingår i släktet Mesabolivar och familjen dallerspindlar. Inga underarter finns listade i Catalogue of Life.